# Andropogon aequatoriensis
Andropogon aequatoriensis är en gräsart som beskrevs av Albert Spear Hitchcock. Andropogon aequatoriensis ingår i släktet Andropogon och familjen gräs.
Artens utbredningsområde är Ecuador. Inga underarter finns listade i Catalogue of Life.